# Pentagon (bouwwerk Amsterdam)

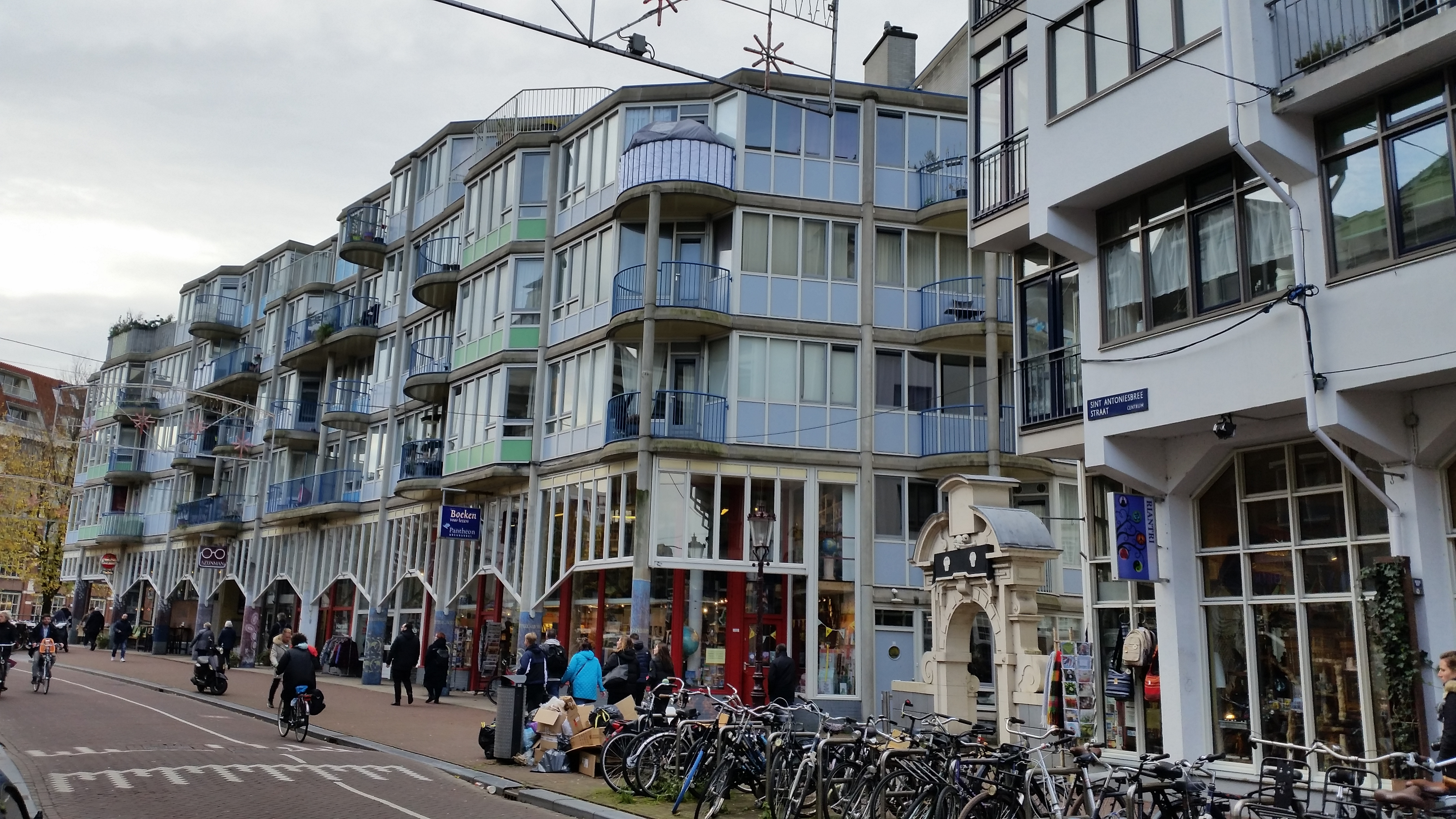
Gevel aan de Sint Antoniesbreestraat; november 2019.

Het Pentagon is een woningbouwcomplex in de Nieuwmarktbuurt in het centrum van Amsterdam. Het is het enige gebouw aan het gelijknamige plein. Het gebouw is ontworpen door architect Theo Bosch met hulp van Aldo van Eyck en geldt als voorbeeldproject binnen de Nederlandse stadsvernieuwing.
Pentagon en Complex Hagenbeek schermen het pleintje Zuiderkerkhof af van de drukke omgeving. 

## Geschiedenis
Het complex werd ontworpen door architect Theo Bosch, die samen met en onder de creatieve invloed van Aldo van Eyck, hun ideeën de vrije loop konden laten bij de nieuwbouw op deze plaats, nadat zij een door de gemeente uitgeschreven prijsvraag hadden gewonnen. De toenmalige huizen aan de Sint Antoniesbreestraat en Raamgracht waren zodanig vervallen, zodat er gerenoveerd of gesloopt / gebouwd moest worden. Zij doorkruisten hiermee de plannen van de gemeente Amsterdam voor de herinrichting van deze wijk. Begin jaren zeventig was de gemeente hier bezig met cityvorming met onderdelen als de Stopera, Metro van Amsterdam en een brede weg van Amsterdam-Centrum naar Amsterdam-Oost.
Er kwamen hevige protesten van buurtbewoners; die konden echter niet voorkomen dat het nieuwe stadhuis en de metro (loopt onder het gebouw Pentagon) er kwamen, maar de brede weg dwars door het gebied kwam er niet, na een besluit van de gemeenteraad in 1972. Een overblijfsel van die geplande weg is nog terug te vinden in de erg brede brug Sint Anthoniesluis. Woningen tussen de Sint Antoniesbreestraat, Moddermolenstraat en Raamgracht gingen echter wel tegen de vlakte.
Het Pentagon, genoemd naar haar vorm van een vijfhoek, werd in 1983 opgeleverd. In 1984 splitsten Bosch en Van Eyck zich van elkaar af en begonnen elk hun eigen architectenbureaus.
Theo Bosch kreeg in 2017 een brug naar hem vernoemd; deze ligt direct ten zuiden van het complex over de Raamgracht

## Architectuur
Bosch ontwierp voor deze locatie een grillig woonblok van 88 woningen met daaronder een galerij met bedrijfseenheden. De grilligheid resulteerde in een goede lichtval en bruikbaarheid van de woningen. Het woonblok past voor wat betreft hoogte en schaal binnen de korrelmaat van de Amsterdamse binnenstad; qua vorm past het binnen het aloude stratenpatroon.
De gevel is onregelmatig: deze springt regelmatig uit de rooilijn en heeft verschillende kleuren.
Het sociale aspect van de architectuur wordt benadrukt door de binnenplaats. Deze is semi-openbaar: hoewel iedereen er naar toe kan lopen is deze afgescheiden van de rest van de straat.
Een verwant ontwerp werd tussen 1979 en 1984 gebouwd als het P.C. Hoofthuis aan de Spuistraat, ook dat gebouw staat op een terrein dat grenst aan een gracht; het Singel.
In oktober 2023 is het Pentagon op de gemeentelijke monumentenlijst geplaatst. De aanwijzing is gebeurd op aanvraag van de Erfgoedvereniging Bond Heemschut.

## Afbeeldingen

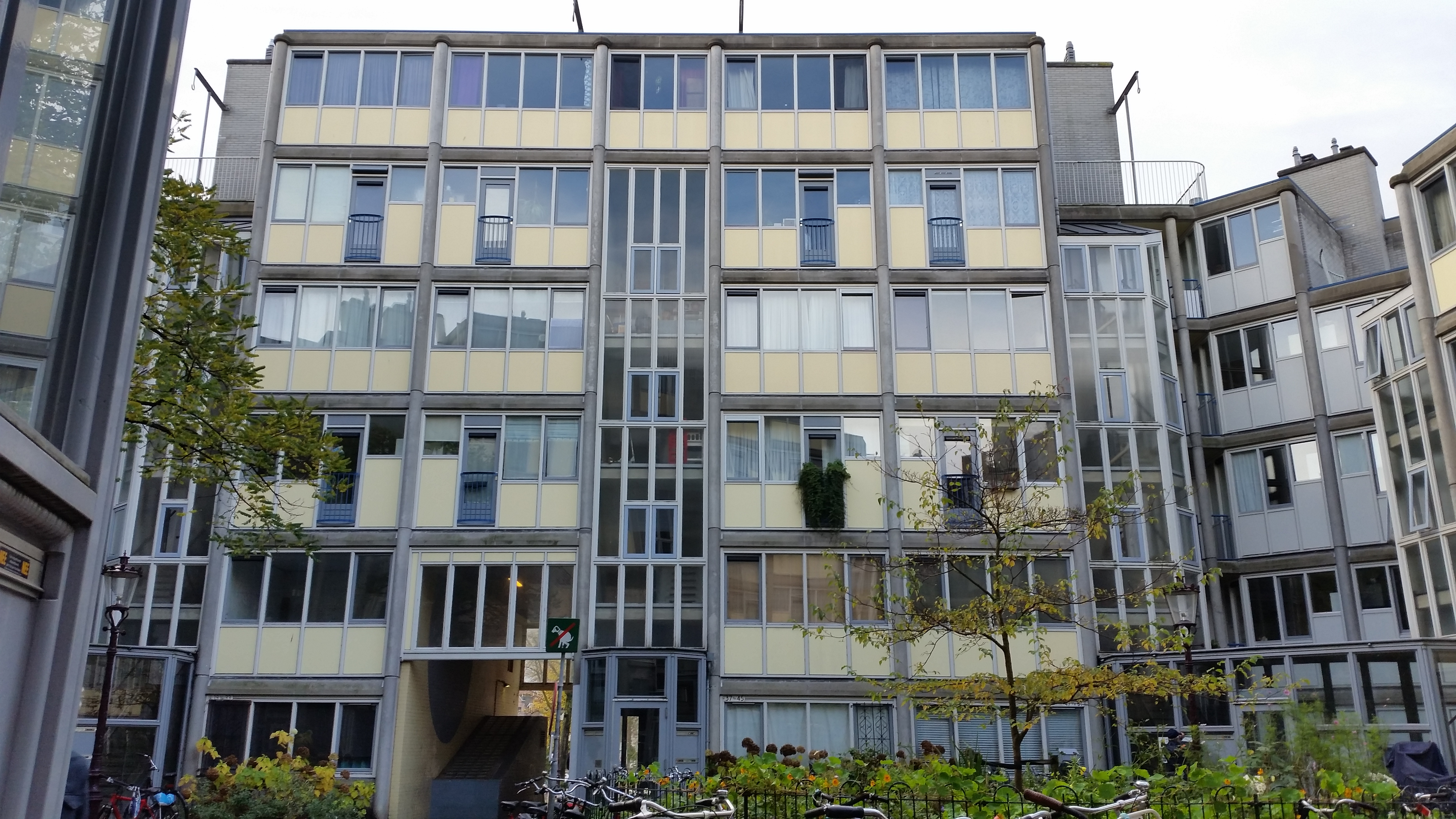
Gevel aan de binnenplaats (Pentagon); november 2019.
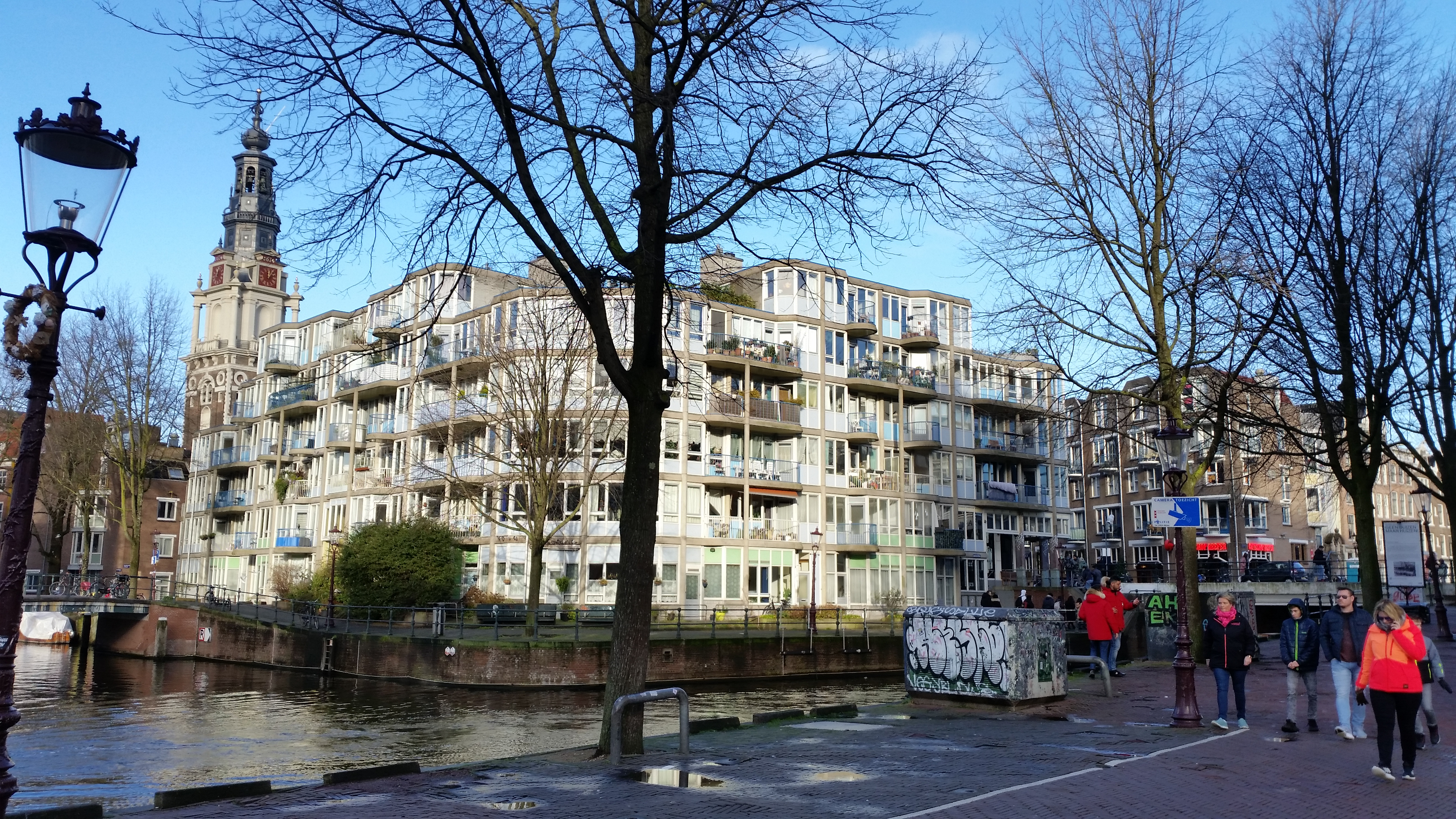
Gevel aan de Zwanenburgwal; december 2019.
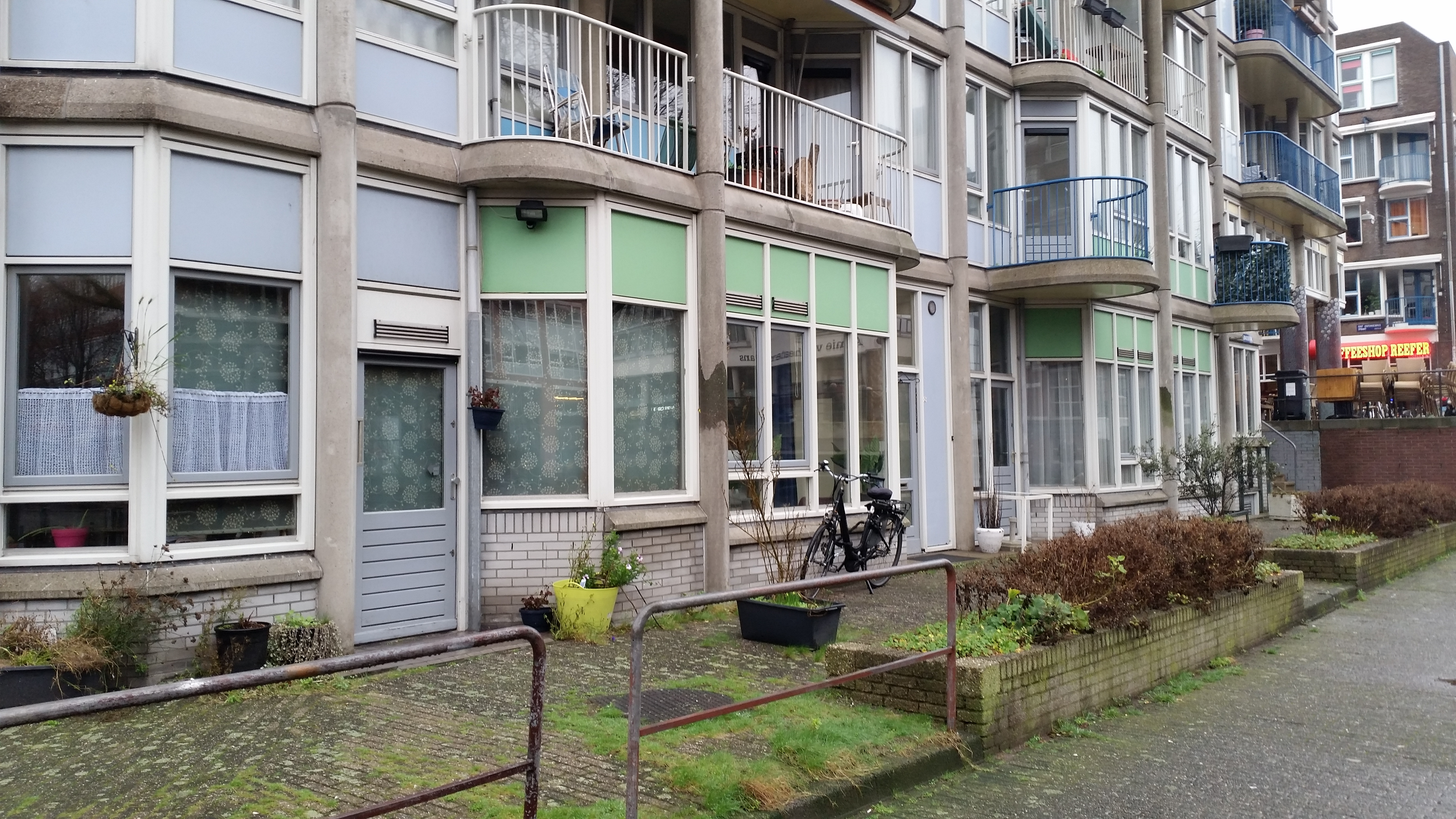
Gevel aan de Zwanenburgwal; februari 2020.
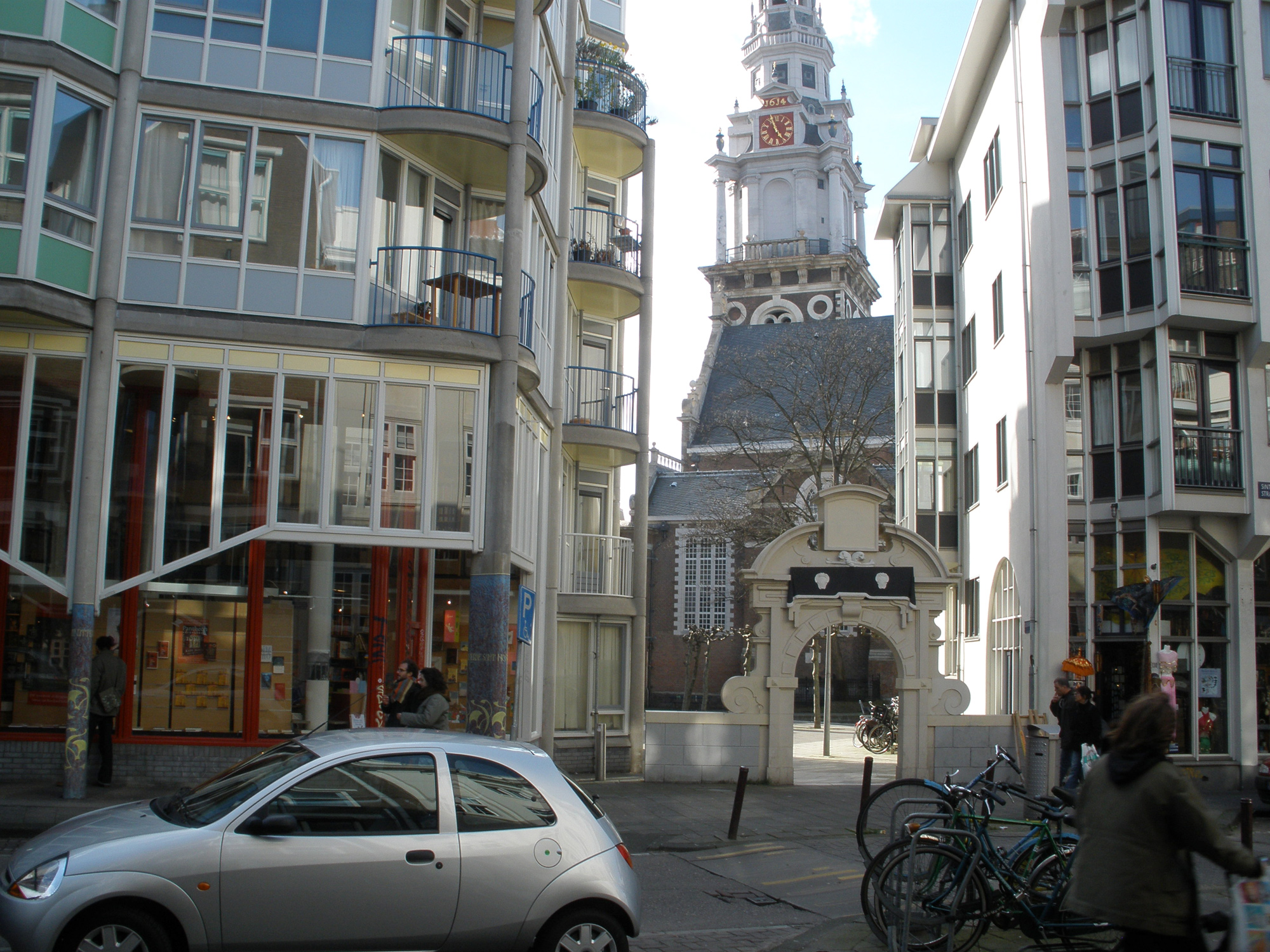
Het gebouw gezien vanaf de Sint Antoniesbreestraat met doorkijkje op de toren van de Zuiderkerk.
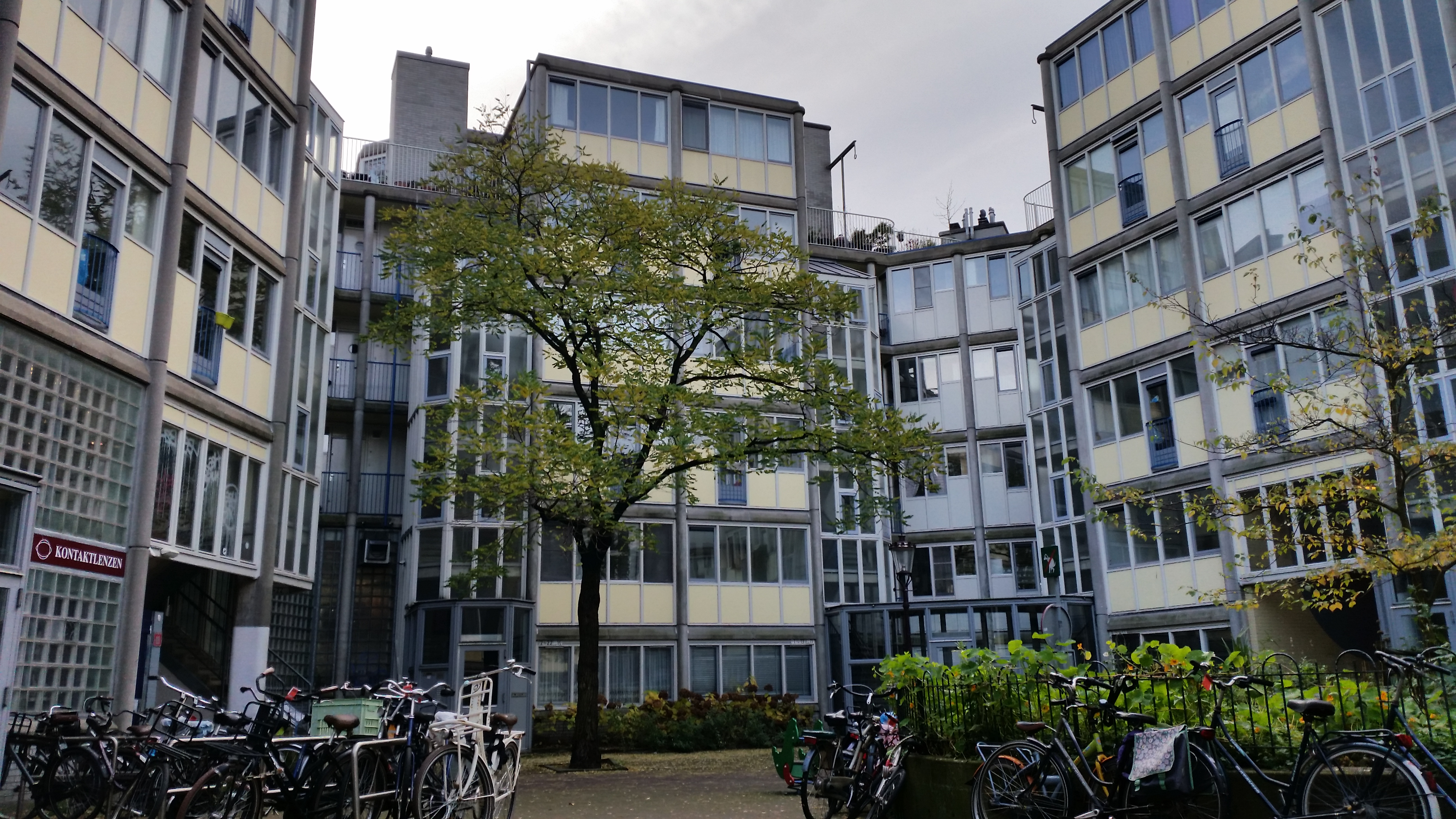
Binnenplaats
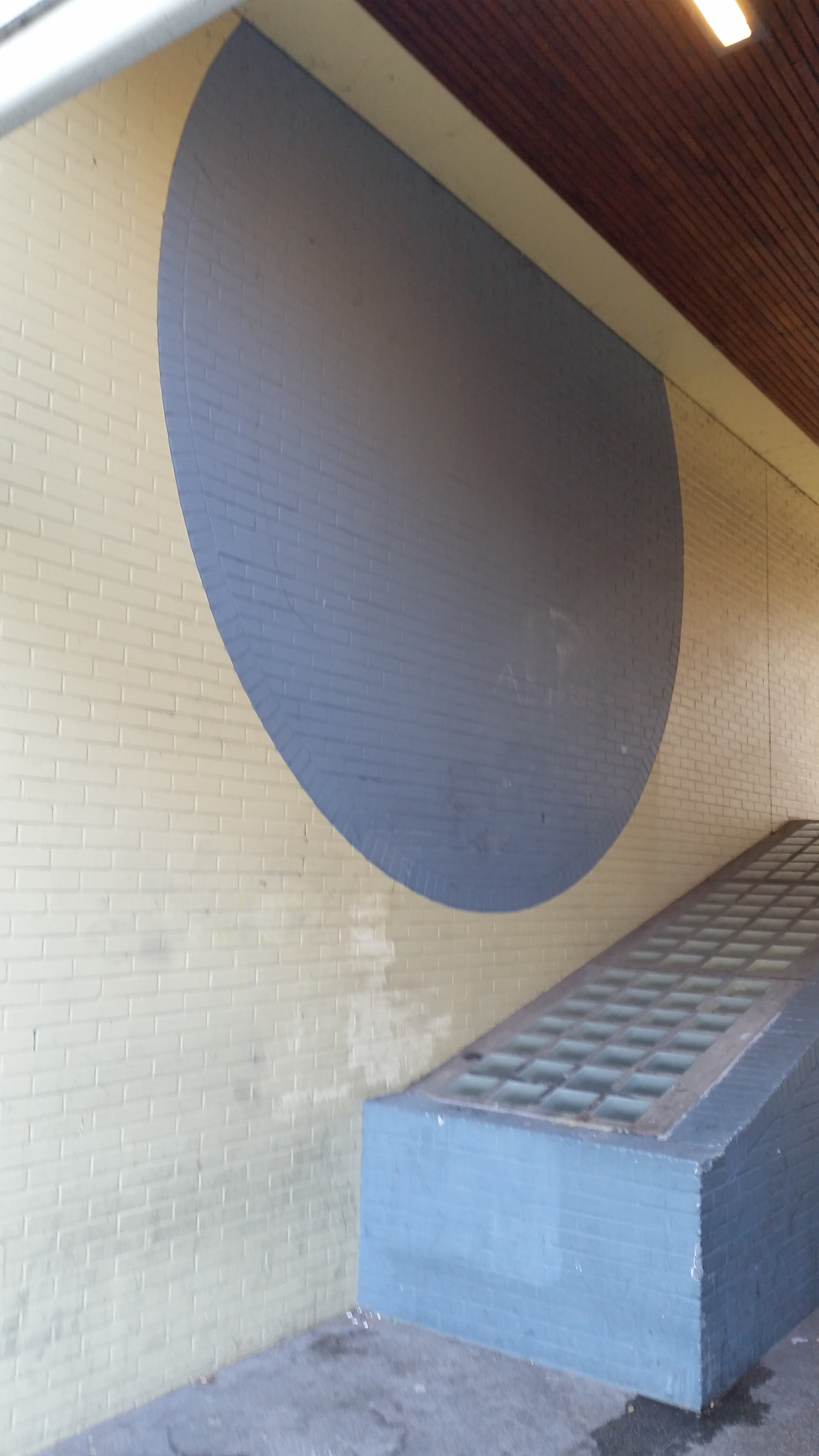
Muurschildering